# Вікно правди

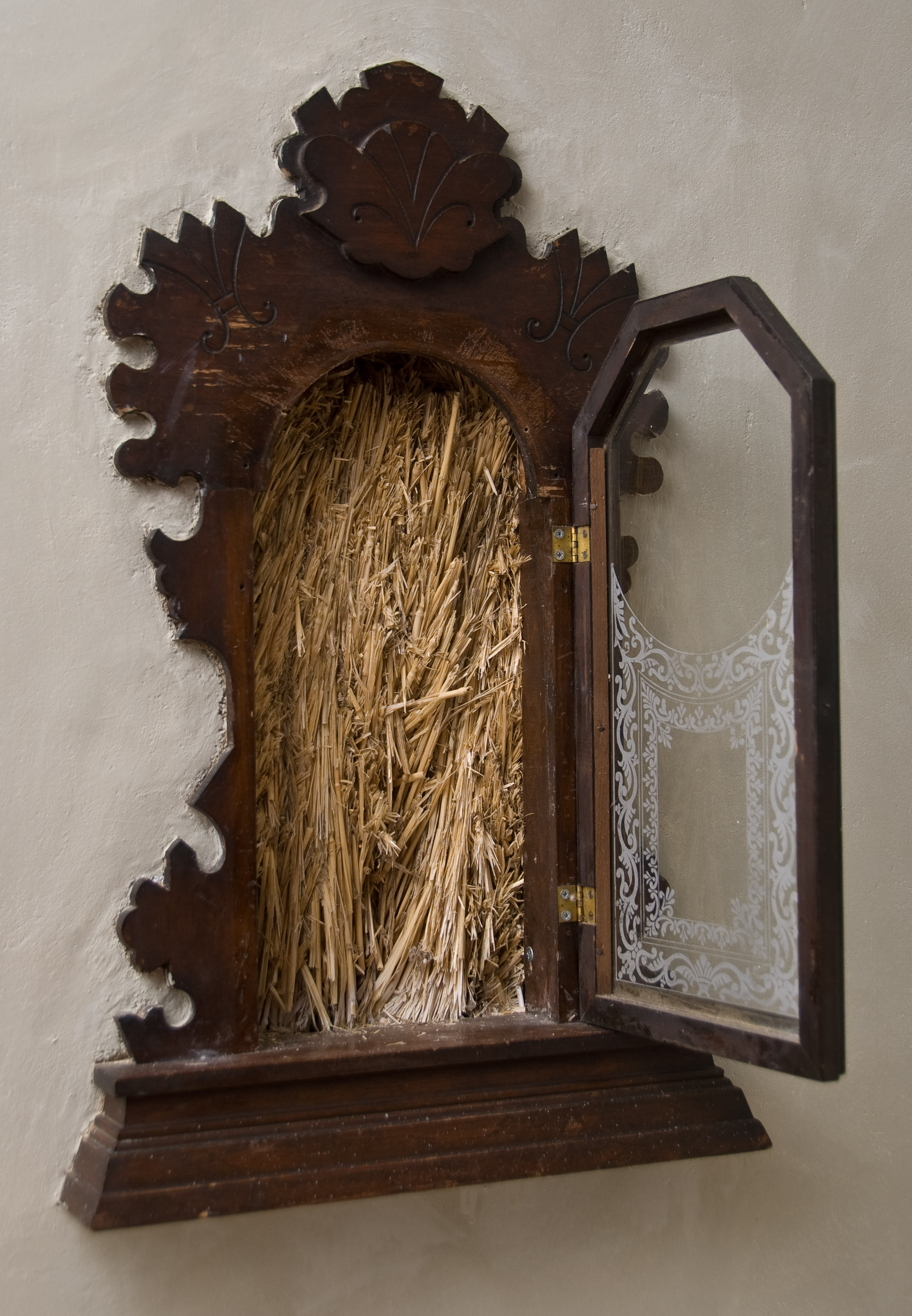
Вікно правди в солом'яному будинку.

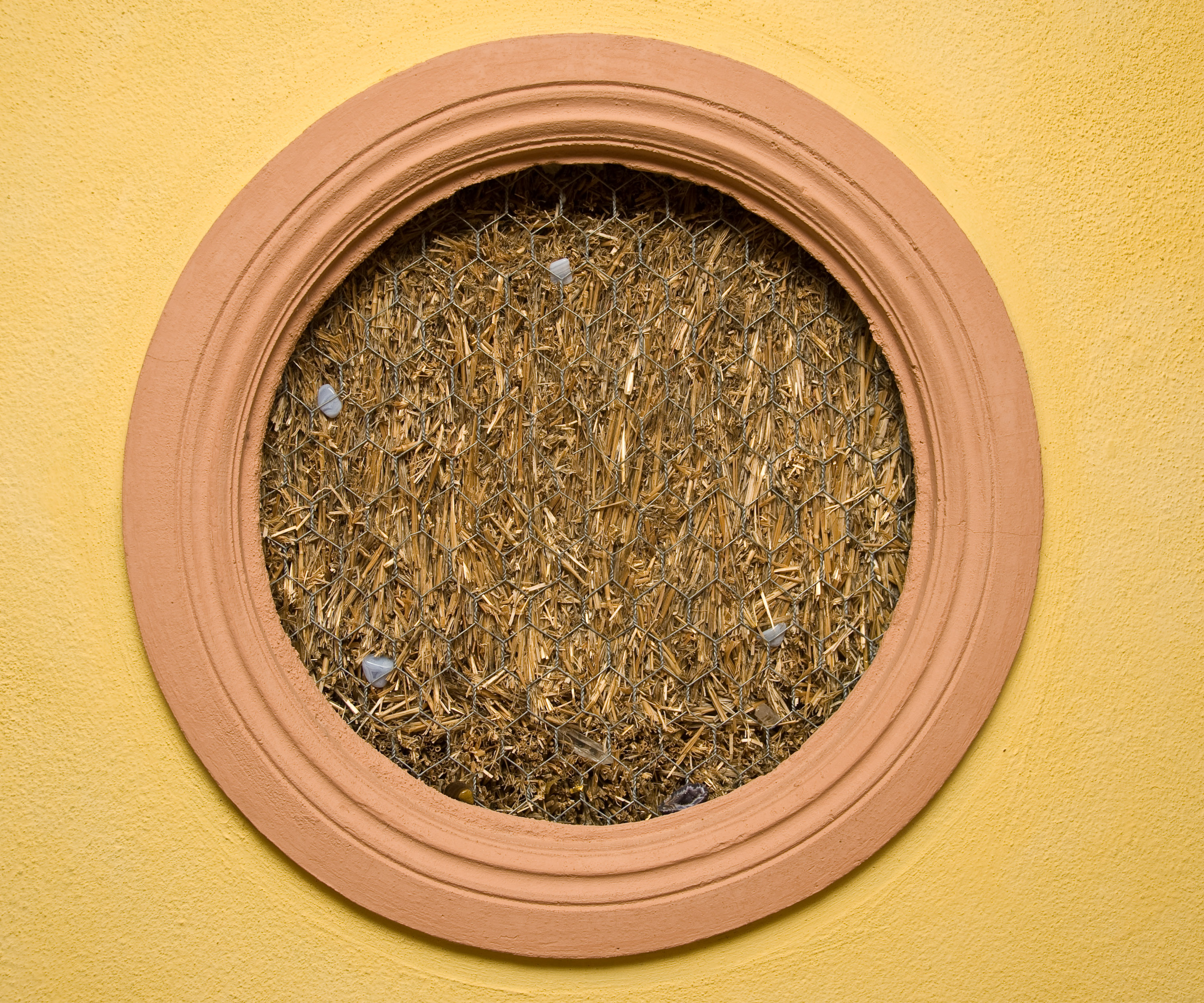
Вікно правди без покриття.

Вікно правди (або стіна правди) — це отвір у поверхні стіни, створений для того, щоб показати шари або компоненти всередині стіни. У будинку з соломи вікно правди часто використовується, щоб показати, що стіни насправді зроблені з соломи. Невелику ділянку стіни залишають неоштукатуреною зсередини, а рама використовується для створення вікна, яке показує лише солому, що становить внутрішню частину стіни.
Існує багато конструкцій вікон правди. Над вікном може бути скло, або дерев'яна панель, що відкривається, або це може бути простий отвір у рамі.